# György Nemes
György Nemes Neufeld según alguna fuente Gyuri Nemes Neufeld, conocido deportivamente en los medios españoles de la época como George Nemes o Jorge Nemes (Budapest, Hungría, 17 de junio de 1920- 1988) fue un futbolista húngaro. Jugó de extremo derecho, aunque también de interior y de delantero centro.

## Trayectoria
Desde 1933 a 1939 jugó en el equipo amateur del MTK Budapest FC. Ya en 1939 pasó al plantel profesional de dicho equipo. Tras unos años en el fútbol francés llegó al Real Racing Club de Santander en 1949. Con el Racing de Santander marcó 27 goles, temporada en la que ascendió a Primera división. Una temporada después fichó con el Real Madrid aunque permaneció prácticamente inactivo al ser operado de una úlcera en el estómago y además tuvo una fractura de pierna.
En el Hércules Club de Fútbol jugó en la temporada 1951-52 si bien, a finales de abril de 1952 rescidió su contrato con el equipo herculano. Se retiró como futbolista tras su paso por el Hércules donde jugó poco por desavenencias con el entrenador Mundo.
Tras retirarse comenzó a trabajar como corresponsal para la agencia fotográfica Keystone. Se casó con una española y estableció su residencia en Alicante, España. Mientras desempeñaba su cargo de director de la agencia Keystone, también se dedicó al negocio inmobiliario, donde adquirió numerosos apartamentos en el barrio de la Albufereta de Alicante.

## Selección nacional
Fue internacional con la Selección de fútbol de Hungría en tres ocasiones contra Checoslovaquia, Alemania y Austria.

## Clubes
| Club                                    | País    | Año       |
| --------------------------------------- | ------- | --------- |
| MTK Budapest FC                         | Hungría | 1939-1944 |
| Stade Français Football                 | Francia | 1944-1945 |
| Football Club de Sète 34                | Francia | 1945-1948 |
| Football Club des Girondins de Bordeaux | Francia | 1948-1949 |
| Real Racing Club de Santander           | España  | 1949-1950 |
| Real Madrid Club de Fútbol              | España  | 1950-1951 |
| Hércules Club de Fútbol                 | España  | 1951-1952 |